# 千家啠麿
千家 啠麿（せんげ てつまろ、1907年〈明治40年〉8月19日 - 1995年〈平成7年〉10月24日）は、日本の国立公園事業に尽力した造園家、国立公園行政官、観光行政官。国立公園制定や自然保護のほか、観光政策審議会や日本観光協会、日本レクリエーション協会など、各種審議会委員や団体理事等歴任。アメリカ合衆国シエラクラブ名誉会員、日本造園学会名誉会員。島根県生まれ。千家忠の養子。

## 人物経歴
千家尊福（男爵、東京府知事として水源林の拡充整備など尽力）の6男に生まれ、のち千家忠の養子。旧制大社中学校（現・島根県立大社高等学校）、途中から旧制京都二中（現・京都府立鳥羽高等学校）、旧制松江高等学校を経て東京帝国大学農学部林学科に進学。在学中は山岳部に所属。大学は1931年（昭和6年）3月卒業。大学院に在籍。9月、田村剛の勧めにより林業土木助手の加藤誠平と二人で旧内務省衛生局嘱託。国立公園選定に関わる。中部山岳、吉野・熊野、箱根、霧島の4ケ所を担当。
1936年（昭和11年）に内務技手。1938年（昭和13年）厚生省に移り、体力局技手。1939年（昭和14年）栃木県経済部土木技師に転任。日光国立公園官吏専任職員として、栃木県で戦前・戦時中そして戦後にかけて観光事業に力を注ぐ。中禅寺湖湖畔の県営観光ホテルを建設するなどの観光事業の一方で，塩原に開設した傷痍軍人の療養所の庭園造り，日光の高原歩道建設など様々な施策に取り組む。栃木県時代に県スキー連盟理事長となり、鶴見宜信ら地元有志者協力のもとに湯元にゲレンデを開発。1943年（昭和18年）国体の前身にあたる第13回明治神宮国民錬成大会冬季大会スキー協議会開催を実現させる。
その後県土木部観光課長（初代）。 湯元のスキー場でキャンプ場を開設，戦場ヶ原から小田代ヶ原一帯の開拓阻止（開拓はGHQの指令）など進退をかけての仕事などがあったが、厚生省国立公園部計画課長となり国立公園の創設に携わる。
1951年（昭和26年）に厚生大臣表彰（国立公園法制定20周年記念）。1954年（昭和29年）厚生省に復帰し大臣官房国立公園部計画課長。国定公園の指定や自然公園体系の整備などに携わり、1959年（昭和34年）依願退官。
退官後、財団法人国立公園協会常務理事。「自然に親しむ運動」国立公園大会を日光の光徳て第一回大会開催に尽力。1965年（昭和40年）理事長、1972年（昭和47年）副会長に就任。
1979年（昭和54年）勲三等旭日中綬章。1980年（昭和55年）国立公園協会会長。1981年（昭和56年）環境庁長官賞（自然公園50周年記念）。1984年（昭和60年）日本造園学会第三回上原敬二賞受賞。1985年（昭和60年）勲二等瑞宝章。1987年（昭和62年）環境庁長官賞（環境保全功労）。1989年（平成元年）国立公園協会名誉会長。

## 歴任した審議会委員等
- 中央児童福祉審議会・中央児童厚生施設特別委員
- 自然公園審議会委員
- 自然環境保全審議会委員（自然公園部会小委員長）
- 観光政策審議会委員
- 国土総合開発審議会委員
- 小笠原諸島復興審議会委員
- 電源開発調整審議会専門委員
- 瀬戸内海環境保全審議会専門委員
- 国立科学博物館付属自然教育園運営委員会会長
- 東京都自然環境保全審議会委貝
- 東京都公園審議会委員
- 東京都観光事業審議会委員
- 神奈川県観光審議会委員
- 岩手県観光審議会委員
- 長野県自然環境保全審譏会委員
- 長野県観光開発審議会委員
- 国際自然保護連合委員会委員及び顧問

## 著書
共著
- 正統派スキー術（高橋次郎と共著、高陽書院, 1937年）

訳著
- ロッキー / ブライス・S.ウォーカー著 タイムライフブックス, 1976.  (未踏の大自然 ; 4)
- フロリダ― エバーグレース / アーチー・カー著 タイムライフブックス, 1976.  (未踏の大自然 ; 16).